# Geli Raubal
Angela Maria « Geli » Raubal (prononcé en allemand : [ˈɡeːliː ˈʀaʊ̯bal][ˈɡeːliː ˈʀaʊ̯bal][ˈɡeːliː ˈʀaʊ̯bal]) est la nièce d'Adolf Hitler, née le 4 juin 1908 à Linz et morte le 18 septembre 1931 à Munich.
Raubal vit auprès de son oncle de 1925 jusqu’à sa mort par suicide dans l'appartement de ce dernier.

## Enfance et jeunesse
Geli Raubal naît à Linz, où elle grandit avec son frère, Leo, et une sœur, Elfriede. Son père meurt quand elle a 2 ans. Les deux sœurs accompagnent leur mère Angela, quand celle-ci devient femme de chambre de son demi-frère Adolf en 1925. Geli a alors 17 ans à l'époque, et passe six ans très près de son oncle, qui est de dix-neuf ans son aîné. En 1929, Raubal commence à étudier la médecine à Munich, à l'université Louis-et-Maximilien. Elle emménage alors dans l'appartement de Hitler. Elle ne terminera pas ses études.
Hitler est très dominateur et possessif envers Raubal et contrôle tout ce qu'elle fait. Lorsqu'il s'aperçoit de sa relation avec son chauffeur, Emil Maurice, il renvoie ce dernier. Après cet événement, il empêche sa nièce de voir ses amis, et s'assure qu'elle soit toujours accompagnée d'un chaperon pour ses sorties (courses, cinéma, opéra…).

## Suicide
La mère de Raubal affirme après la guerre que sa fille espérait épouser un homme de Linz, mais que Hitler avait interdit la relation. Elle est tenue quasi prisonnière, mais décide de s'enfuir vers Vienne pour y continuer ses leçons de chant. Hitler et elle se disputent le 18 septembre 1931 quand il lui interdit d'aller à Vienne. Il part à un rendez-vous à Nuremberg, mais revient à Munich le lendemain, apprenant que Raubal est morte après avoir reçu une balle dans le poumon. Elle s'est apparemment suicidée, à l'âge de 23 ans, dans l'appartement de Hitler avec le pistolet Walther de celui-ci.
Les journaux reprennent rapidement l'affaire, spéculant sur des violences physiques, une relation sexuelle, peut-être même un meurtre. Otto Strasser, fervent concurrent de Hitler, est à l'origine de certaines des rumeurs les plus sensationnelles. L'historien Ian Kershaw affirme : « que la relation ait été ou non sexuelle, le comportement de Hitler envers Geli a les traits d'une dépendance sexuelle, latente ou non, très importante ». 
Laisser à penser que la jeune femme aurait mis fin à ses jours pour échapper à l'emprise incestueuse de son oncle ou que celui-ci aurait fait assassiner sa nièce pour l'empêcher de dévoiler ces relations ambiguës était intolérable pour le chef du parti nazi en pleine ascension vers le pouvoir. Toutefois, la police réfute très tôt la thèse du meurtre, alors qu'aucune enquête sérieuse ni d'autopsie ne sont pratiquées.
Les partisans de Hitler font alors circuler la thèse d'un suicide « passionnel » attestant que la nièce était réellement amoureuse de son oncle. Leni Riefenstahl, dans ses Mémoires, relate ainsi que lors d'une discussion tenue en 1944 avec Wilma Schaub, la femme du plus ancien aide de camp de Hitler, celle-ci lui aurait affirmé que la cause du suicide de Geli Raubal était la jalousie. Selon Schaub, Geli aurait découvert une lettre d'Eva Braun en fouillant le manteau de son oncle. La missive était une « exubérante déclaration d'amour ». Par dépit amoureux, la jeune femme se serait suicidée quelques heures plus tard. Cette version aurait aussi été relayée par la secrétaire de Hitler, Christa Schroeder, qui pourtant ne connaissait pas celui-ci à l'époque puisqu'elle ne le rencontrera que début 1933.
Hitler sombre dans un état de profond abattement. Il n'assiste pas aux funérailles à Vienne le 24 septembre. Deux jours plus tard, il va se recueillir sur sa tombe au cimetière central de Vienne. Il se concentre à nouveau par la suite sur la vie politique.
Hitler déclarera plus tard que Raubal est la seule femme qu'il ait jamais aimée. Sa chambre est gardée intacte, et il accroche des portraits d'elle dans sa propre chambre et à la chancellerie à Berlin.

### Fiction
Le roman L'Ange de Munich de Fabiano Massimi est une fiction dont la trame est l'enquête menée par deux inspecteurs de la police de Munich sur la mort de Geli Raubal.